# Teinostoma
Teinostoma é um género de gastrópode  da família Skeneidae.
Este género contém as seguintes espécies:
- Teinostoma fernandesi
- Teinostoma funiculatum